# Don Most
Donald K. „Don“ Most (* 8. August 1953 in Brooklyn, New York City, New York) ist ein US-amerikanischer Schauspieler.

## Leben
Most besuchte die Lehigh University, ging jedoch vorzeitig ab, um eine Schauspielkarriere anzustreben. 1973 hatte er sein Fernsehdebüt in einer Episode der Serie Notruf California. Im Jahr darauf erhielt er die Rolle des Ralph Malph in der Sitcom Happy Days, die er bis 1983 in 167 Folgen darstellte und durch welche er beim US-amerikanischen Publikum bekannt wurde. Nach dem Ende der Serie sprach er zwischen 1983 und 1985 Eric the Cavalier in der Zeichentrickserie Dungeons & Dragons sowie von 1986 bis 1989 Stiles in der Zeichentrickserie Teenwolf & Co. Er hatte zudem Gastrollen in verschiedenen Fernsehserien wie CHiPs, Love Boat, Baywatch – Die Rettungsschwimmer von Malibu und Star Trek: Raumschiff Voyager und spielte 1999 eine Nebenrolle in Ron Howards Filmkomödie EDtv.
Most ist seit 1982 mit der Schauspielerin Morgan Hart verheiratet, die er bei Dreharbeiten zu Happy Days kennengelernt hatte. Aus der Ehe gingen zwei Kinder hervor.

## Filmografie (Auswahl)

### Als Schauspieler
- 1973: Notruf California (Emergency!, Fernsehserie, eine Folge)
- 1974–1983: Happy Days (Fernsehserie, 166 Folgen)
- 1975: Huckleberry Finn (Fernsehfilm)
- 1975: Verrückte Mama (Crazy Mama)
- 1976: Petrocelli (Fernsehserie, 1 Folge)
- 1979–1983: Love Boat (The Love Boat, Fernsehserie, 5 Folgen)
- 1980: Starmakers (Leo and Loree)
- 1980–1981: The Fonz and the Happy Days Gang (Fernsehserie, 24 Folgen, Sprechrolle)
- 1981/1982: Fantasy Island (Fernsehserie, 2 Folgen)
- 1982: CHiPs (Fernsehserie, 1 Folge)
- 1983–1985: Im Land der fantastischen Drachen (Dungeons & Dragons, Fernsehserie, 27 Folgen, Sprechrolle)
- 1986: Die Stewardessen Academy (Stewardess School)
- 1986–1987: Teenwolf & Co. (Teen Wolf, Fernsehserie, 21 Folgen, Sprechrolle)
- 1986/1990: Mord ist ihr Hobby (Murder, She Wrote, Fernsehserie, 2 Folgen)
- 1989: Familie Munster (The Munsters Today, Fernsehserie, 1 Folge)
- 1993: Rosen sind tot (Acting on Impulse)
- 1993: Baywatch – Die Rettungsschwimmer von Malibu (Baywatch, Fernsehserie, 1 Folge)
- 1995: Im Netz der Verführung (Hourglass)
- 1996: Ein tödlicher Coup (Dead Man’s Island, Fernsehfilm)
- 1996: Sliders – Das Tor in eine fremde Dimension (Sliders, Fernsehserie, 1 Folge)
- 1997: Dark Skies – Tödliche Bedrohung (Dark Skies, Fernsehserie, 1 Folge)
- 1997: MADtv (Fernsehserie, 1 Folge)
- 1998: Diagnose: Mord (Diagnosis: Murder, Fernsehserie, 1 Folge)
- 1998/1999: The Crow – Die Serie (The Crow: Stairway to Heaven, Fernsehserie, 2 Folgen)
- 1999: EDtv
- 2001: Star Trek: Raumschiff Voyager (Star Trek: Voyager, Fernsehserie, 2 Folgen)
- 2003: Sabrina – Total Verhext! (Sabrina, the Teenage Witch, Fernsehserie, 1 Folge)
- 2007: Family Guy (Fernsehserie, eine Folge, Sprechrolle)
- 2008: Der große Buck Howard (The Great Buck Howard)
- 2009: The Yankles
- 2011–2013: Glee (Fernsehserie, 3 Folgen)
- 2016: Odd Couple (The Odd Couple, Fernsehserie, 1 Folge)
- 2017: Reich und Schön (The Bold and the Beautiful, Fernsehserie, 4 Folgen)
- 2022: When George Got Murdered

### Regie
- 1999: The Last Best Sunday
- 2007: Moola
- 2011: Sarah & Harley – Eine Freundschaft für immer (Harley’s Hill)